# Setkat se s filmem
Setkat se s filmem je název českého filmu, který měl premiéru v roce 2006.
Konceptuální dokument Filipa Remundy hravě rekonstruuje situaci Mezinárodního festivalu dokumentárních filmů Jihlava. Film nevypráví historii ani nepřemítá o smyslu festivalu, ale je příležitostí k setkání pětice někdejších porotců, kteří pocházejí z Jihlavy a okolí, s českými režiséry, výherci soutěže o nejlepší dokument – Česká radost. Hravý koncept pak podporuje výběr námětů a jejich realizace akcemi, které celé město proměňují v živé kino. Jiří Krejčík, host gymnaziálního profesora Zdeňka Krásenského, se účastní předvolební agitky jihlavské ODS: primátor města a krajský hejtman rozdávají po místních hospodách pivní tácky v barvách své strany. "Kolik takových potřebujete, abyste získal jeden hlas...". V historické autodrezíně projíždí Vysočinou výpravčí Miroslav Kalina a s autorem projektu AutoMat Martinem Marečkem diskutuje o budoucnosti železniční dopravy a vlivu tzv. betonové lobby na životní prostředí. Dentista Milan Hanusek si pozval režisérku Kristinu Vlachovou a na střeše Prioru zpovídají architekta této kritizované normalizační dominanty jihlavského náměstí. Obchodníka Víta Sedláčka vyruší z rozhovoru o výkladu filmu Bohemia docta režiséra Karla Vachka nahá modelka a režisér Jan Šikl, host knihkupkyně a vydavatelky Veroniky Reynkové, přivede na dvůr zabraného statku kdysi odsunutého Němce.

## Základní údaje
- Námět, scénář, režie: Filip Remunda
- Kamera: Martin Matiášek
- Produkce: Pavlína Kalandrová
- Střih: Marek Šulík
- Zvuk: Michal Gábor, David Hysek

- Země: Česká republika
- Rok: 2006
- Barva: BW/ Colour
- Formát: 16 mm / BetaSP
- Délka: 55'
- Produkce: Hypermarket Film, Česká televize, Martin Matiášek, Michal Gábor